# Don Giovanni (Gazzaniga)
Don Giovanni o sia Il convitato di pietra és una òpera en un acte de Giuseppe Gazzaniga, amb llibret de Giovanni Bertati. S'estrenà al Teatro San Moisè de Venècia el 5 de febrer de 1787. A Catalunya s'estrenà l'octubre de 1787 al teatre de la Santa Creu de Barcelona.